# آندریا اریکو
آندریا اریکو (انگلیسی: Andrea Errico؛ زادهٔ ۱ ژانویهٔ ۱۹۹۹) بازیکن فوتبال است.
وی همچنین در تیم ملی فوتبال زیر ۲۰ سال ایتالیا بازی کرده‌است.